# Turbo-BASIC XL
Turbo-Basic XL – język programowania BASIC dla 8-bitowych komputerów Atari stworzony przez Franka Ostrowskiego. Kompatybilny z Atari BASIC, ale od niego szybszy i oferujący dodatkowe słowa kluczowe rozszerzające obsługę grafiki i dźwięku, umożliwia też programowanie strukturalne. Wymaga 64 KiB RAM, przez co nie może być uruchamiany na komputerach Atari 400/800.
Opublikowany w grudniu 1985 w zachodnioniemieckim czasopiśmie komputerowym „Happy Computer”. Czytelnicy musieli samodzielnie przepisać wydrukowany kod maszynowy by uzyskać wykonywalną wersję programu.
Oprócz interpretera dostępny jest również kompilator, który pozwala jeszcze bardziej przyśpieszyć wykonywanie programów oraz program scalający skompilowany kod z biblioteką RUNTIME w celu uzyskania pliku wykonywalnego typu COM.